# Rue du Général-Niox
La rue du Général-Niox est une voie du 16e arrondissement de Paris, en France.

## Origine du nom

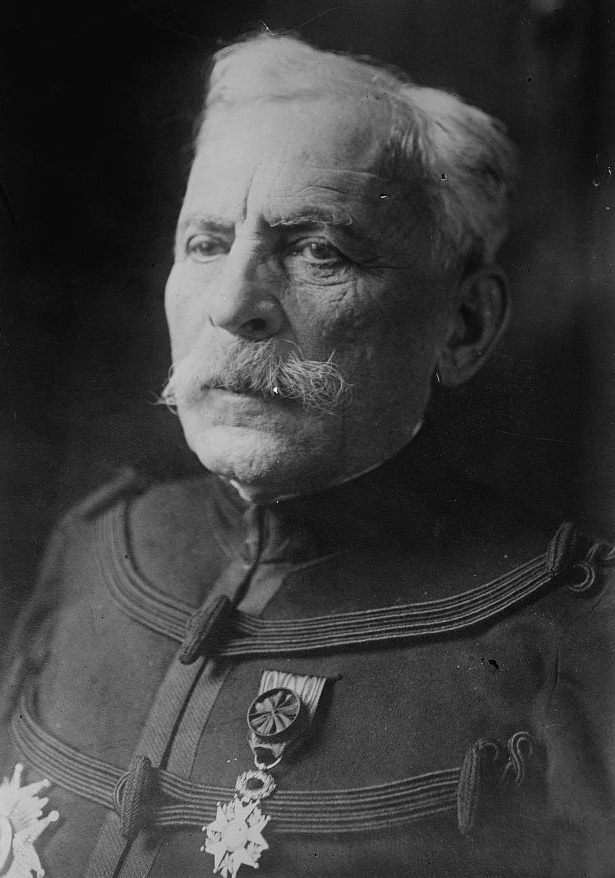
Gustave Léon Niox.

Elle est nommée en l'honneur du général Gustave Léon Niox (1840-1921) qui fut gouverneur des Invalides et historien militaire.

## Historique
Cette voie, qui porte sa dénomination actuelle par un arrêté du 25 avril 1930, est ouverte en 1931 par la Ville de Paris : 
- pour la partie comprise entre le quai Saint-Exupéry et la rue du Général-Malleterre ; sur l'ancien territoire de Boulogne-Billancourt annexé à Paris par décret du 3 avril 1925 ;
- pour la partie comprise entre la rue du Général-Malleterre et le boulevard Murat sur l'emplacement du bastion no 67 de l'enceinte de Thiers.

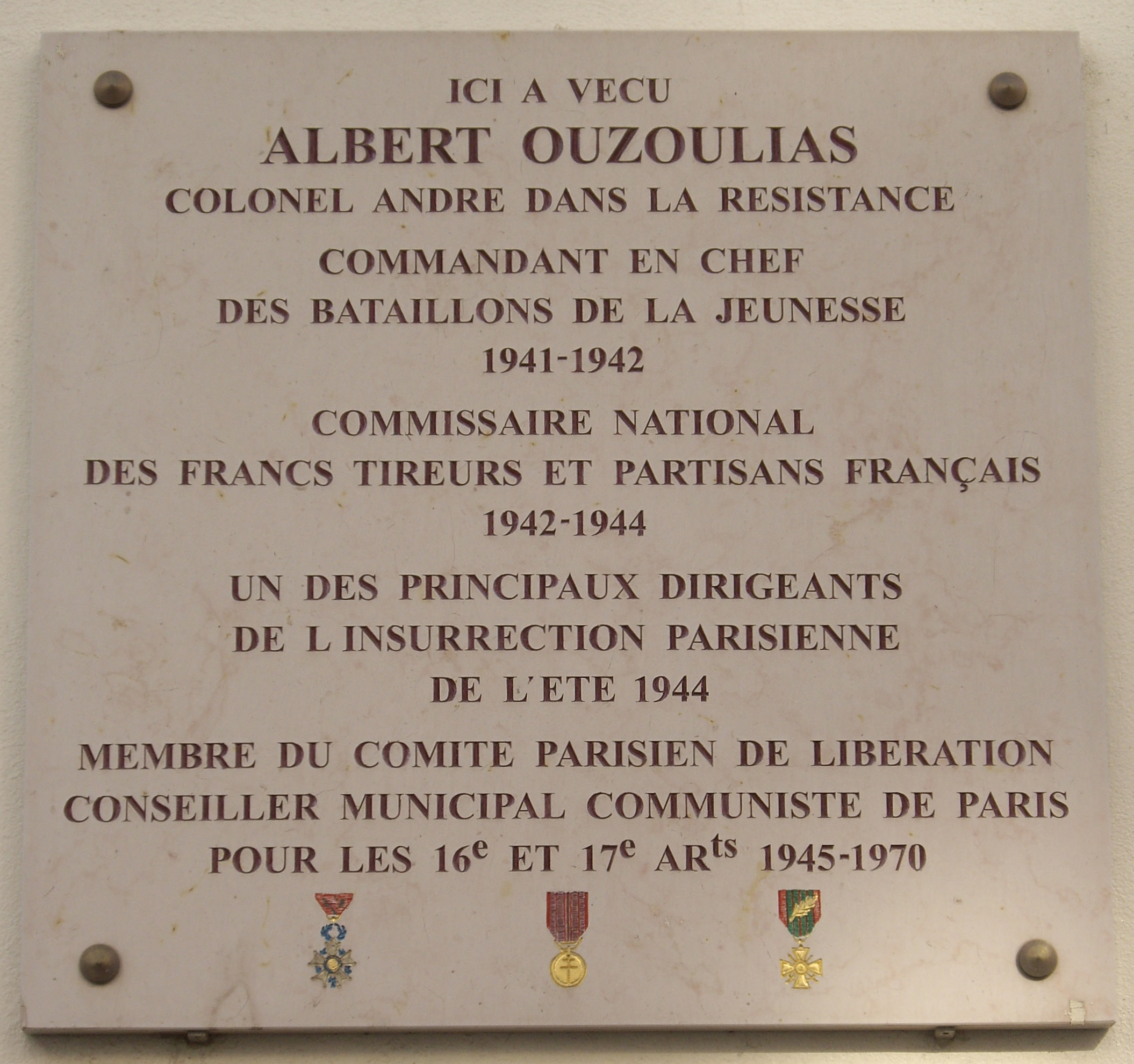
Plaque en hommage à Albert Ouzoulias au no 9.

## Bâtiments remarquables et lieux de mémoire
- No 9 : Albert Ouzoulias, dit Colonel André, résistant français, y vécut.

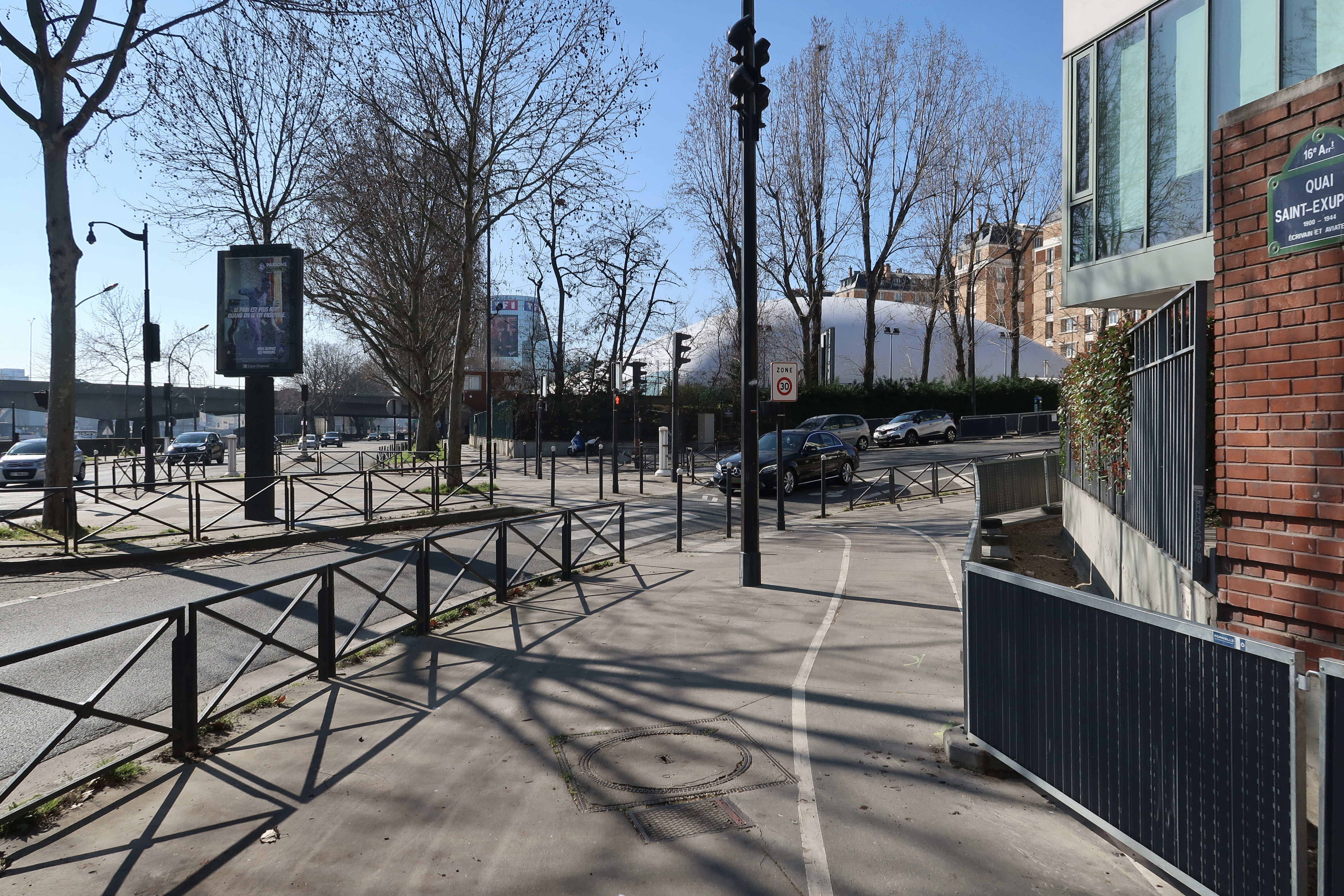
Au croisement avec le quai Saint-Exupéry.
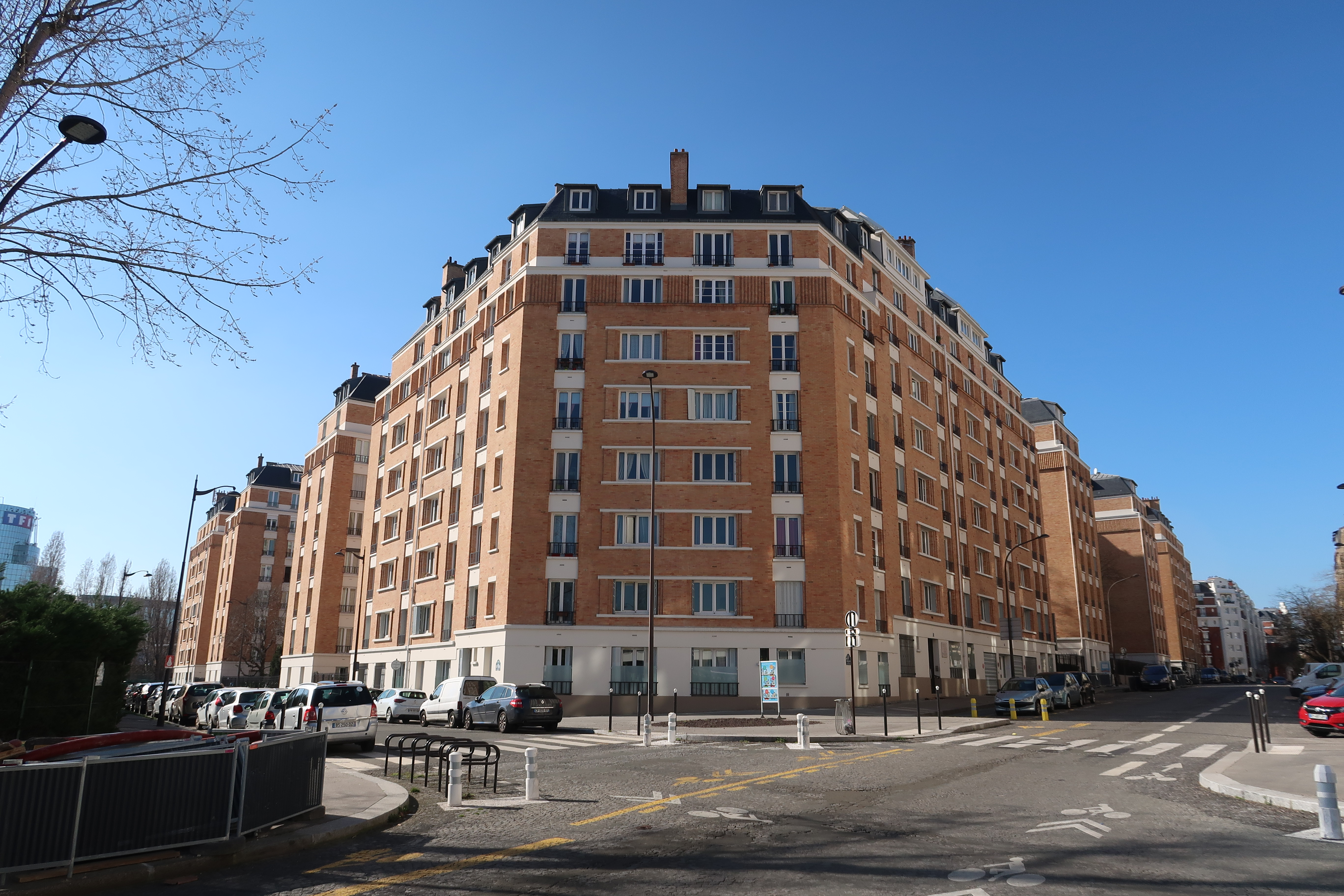
Au croisement avec la rue du Général-Malleterre.